# Юна
«Юна» (англ. Younger) — американський телесеріал жанру драмедія, створений Дарреном Старом на основі новели Памели Редмонд Сатран із такою же назвою. Головну героїню грає Саттон Фостер, допоміжні головні ролі виконують Дебі Мейзар, Міріам Шор, Ніко Торторелла, Гіларі Дафф, Пітер Херман, Моллі Бернард та Чарльз Майкл Девіс. Прем'єра першої серії відбулася на каналі TV Land 31 березня 2015 та отримала позитивні огляди.
У квітні 2015 серіал був поновлений на другий сезон із 12 новими епізодами. Перед тим як відбулася прем'єра другого сезону, в січня 2016 серіал було подовжено на третій сезон. 28 вересня 2016 відбулася прем'єра третього сезону; незадовго стало відомо, що було підписано контракт на четвертий сезон. 28 червня 2017 на екрани вийшла перша серія четвертого сезону. 20 квітня 2017 стало відомо, що студія домовилася про подовження на п'ятий сезон.
5 червня 2018 відбулась прем'єра п'ятого сезону. Серіал було продовжено на шостий сезон, його прем'єра відбулася 12 червня 2019 року.
В липні 2019 серіал було продовжено на сьомий сезон Прем'єра сьомого сезону відбулась 15 квітня 2021 року телесеріал завершився 10 червня.

## Сюжет
Лайза Міллер (Саттон Фостер) 40-річна матір, яка нещодавно розлучилася із чоловіком. Її дочка-підлітка Кейтлін (Тесса Альбертсон) навчається за кордоном в Індії, і Лайзі доводиться утримувати себе та дочку після того, як колишній чоловік із залежністю від азартних ігор лишив їх із фінансовою дірою, програвши всі їх збереження та будинок. Слідуючи за мрією з коледжу, Лайза намагається знайти роботу у видавничій справі, але вимушена починати із самих низів, що важко для жінки у її віці. Під час пошуку роботи Лайза знайомиться із Джошем (Ніко Торторелла), 26-річним татуювальником, який думає, що вони з нею приблизно одного віку. Найкраща подруга Лайзи Меггі (Дебі Мейзар) вміло маскує її вік макіяжем, роблячи її схожою на 26-річну. Врешті Лайза знаходить роботу у якості асистентки Даяни Траут (Міріам Шор) у видавничій фірмі Empirical Press, де також стає подругою молодої колеги Келсі Пітерс (Гіларі Дафф). 

## Дійові особи
- Лайза Міллер (Саттон Фостер) — сором'язлива 40-річна розлучена матір, протагоністка телесеріалу.[13] Була одружена з Девідом Міллером, який зраджував їй із молодшою жінкою, і з яким має дочку Кейтлін. У першому епізоді зустрічається у барі із хлопцем Джошем, який не помічає, що вона старша. На роботі їй постійно доводиться брехати про свій вік.
- Меггі Амато (Дебі Мейзар) — старомодна, артистична, гостра на язик найкраща подруга Лайзи, лесбійка та її сусідка по кімнаті.[14]
- Даяна Траут (Міріам Шор) — імпульсивна шефиня Лайзи, голова маркетингу у фірмі Empirical Press.[15]
- Джош (Ніко Торторелла) — інтенсивний, розхристаний та дружелюбний власник тату-студії.[16]
- Келсі Пітерс (Гіларі Дафф) — приваблива, витончена, впевнена і амбіційна 26-річна книжкова редакторка у фірмі Empirical Press, яка стає подругою Лайзи.[17]
- Лорен Геллер (Моллі Бернард) — завзята, смілива і смішна 20-з-чимось працівниця фірми Empirical Press, повністю занурена у соціальні мережі. Починаючи з другого сезону стала головною персонажкою телесеріалу.[18]
- Чарльз Брукс (Пітер Херман) — симпатичний, радий допомогти старший редактор у фірмі Empirical Press. Починаючи з другого сезону став головним персонажем телесеріалу.
- Зейн Андерс (Чарльз Майкл Девіс) — (4-5 сезони)[19] редактор з видавництва Lachlan Flynn, який починає перегони із Келсі Пітерс, аби визначитися, хто з них є кращим. Через певний час вони починають зустрічатися; пізніше Чарльз наймає Зейна працювати разом із Келсі у фірмі Empirical Press.

## Епізоди
| Сезон | Епізоди | Епізоди | Оригінальний показ | Оригінальний показ | Оригінальний показ |
| Сезон | Епізоди | Епізоди | Перший показ       | Останній показ     | Мережа             |
| ----- | ------- | ------- | ------------------ | ------------------ | ------------------ |
| 1     | 12      | 12      | 31 березня 2015    | 9 червня 2015      | TV Land            |
| 2     | 12      | 12      | 13 січня 2016      | 23 березня 2016    | TV Land            |
| 3     | 12      | 12      | 28 вересня 2016    | 14 грудня 2016     | TV Land            |
| 4     | 12      | 12      | 28 червня 2017     | 13 вересня 2017    | TV Land            |
| 5     | 12      | 12      | 5 червня 2018      | 28 серпня 2018     | TV Land            |
| 6     | 12      | 12      | 12 червня 2019     | 4 вересня 2019     | TV Land            |
| 7     | 12      | 12      | 15 квітня 2021     | 10 червня 2021     | Paramount+         |

## Нагороди
| Рік  | Нагорода                             | Категорія                            | Об'єкт номінації | Результат | Виноски       |
| ---- | ------------------------------------ | ------------------------------------ | ---------------- | --------- | ------------- |
| 2015 | MTV Fandom Award                     | Best New Fandom                      | Юна              | Номінація | [ 20 ]        |
| 2015 | Teen Choice Awards                   | Choice Breakout TV Show              | Юна              | Номінація | [ 21 ] [ 22 ] |
| 2015 | Online Film & Television Association | Best Actress in a Comedy Series      | Саттон Фостер    | Номінація | [ 23 ]        |
| 2015 | Adweek Hot List Television Awards    | Best New Comedy Series               | Юна              | Перемога  | [ 24 ]        |
| 2016 | People's Choice Awards               | Favorite Cable TV Actress            | Гіларі Дафф      | Номінація | [ 25 ]        |
| 2016 | Women's Image Network Award          | Best Actress in a Comedy Series      | Саттон Фостер    | Номінація | [ 26 ]        |
| 2016 | Women's Image Network Award          | Best Writing in a Comedy Series      | Елісон Браун     | Номінація | [ 26 ]        |
| 2016 | Hollywood Music in Media Awards      | Best Musical Supervision- Television | Робін Урданг     | Номінація | [ 27 ]        |
| 2017 | People's Choice Awards               | Favorite Cable TV Comedy             | Юна              | Номінація | [ 28 ]        |
| 2017 | People's Choice Awards               | Favorite Cable TV Actress            | Гіларі Дафф      | Номінація | [ 28 ]        |
| 2017 | Women's Image Network Award          | Best Actress in a Comedy Series      | Саттон Фостер    | Номінація | [ 29 ] [ 30 ] |
| 2017 | Women's Image Network Award          | Best Comedy Series                   | Юна              | Номінація | [ 29 ] [ 30 ] |
| 2017 | Teen Choice Awards                   | Choice Summer TV Actress             | Гіларі Дафф      | Номінація | [ 31 ] [ 32 ] |
| 2018 | Critics' Choice Television Awards    | Best Actress in a Comedy Series      | Саттон Фостер    | Номінація | [ 33 ] [ 34 ] |